# پیمان فتاحی
پیمان فتاحی (زاده ۱۳۵۲ در کرمانشاه) از مدرسین و مشاوران جمعیت آل یاسین است.

## معرفی عمومی
پیمان فتاحی (۱۳۵۲) از مدرسین و مشاوران جمعیت ال یاسین است. طیف تعالیم او از حوزه معنوی تا تعالیم مرتبط با حوزه تفکر و علوم باطنی کشیده شده‌است. نام او در بعضی از منابع به عنوان متفکر و تئوریسین آمده‌است. پیمان فتاحی در بین پیروان خود با اسم ایلیا میم رام‌الله شناخته می‌شود.
پیمان فتاحی همواره منتقد خشونت به نام اسلام بوده و در طی سال‌های سخنرانی خود دیدگاه‌هایش مبتنی بر اعتقاد به دین و اسلام غیرخشونت طلب را توصیف نموده‌است. او تا سال ۱۳۸۴ شمسی (۲۰۰۵ میلادی) اجازه فعالیت داشت اما پس از روی کار آمدن دولت محمود احمدی‌نژاد و تشکیل بخش مذهبی-دولتی معروف به دایره مذاهب در درون وزارت اطلاعات؛ با مأموریت «مقابله با ادیان و فرقه‌ها» فشارها و برخوردها نسبت به او آغاز شد.
به عنوان بخشی از این کمپین آن‌ها به آزار و اذیت پیمان فتاحی رو آورده و او طی دو بار بازداشت در سال‌های ۱۳۸۶ و ۱۳۸۷ متهم به ترویج «پلورالیسم دینی» شد.
در طی بازداشت اول، تزریق مواد مشکوک در زندان منجر به خونریزی‌های تکرار شونده از بینی و گوش او شد؛ مشکلاتی که همچنان تا امروز با وی همراه‌است.

## دیدگاه‌ها و مواضع
- پیمان فتاحی انسان را به شعور و محصولات او می‌داند نه به اسم و عنوان و ادعا.[۷]
- وی در بیان بینش‌های خود ملاک تقوی و بزرگی انسان را فهم و شعور آدمی می‌داند نه اندازه عبادات ظاهری و التزام کورکورانه او به جزئیات شریعت. در همین راستا اعتراف می‌کند که به جزئیات شریعت آنچنان ملتزم نیست و معنویت منهای شریعت را غیرممکن نمی‌داند. او روح دین را عشق به خدا، و اصل را در ایمان و محبت و بخشندگی (و کلاً معنویات) می‌داند و بر همین اساس معتقد است هر کسی که موحد و خداپرست باشد (صرفنظر از اینکه به چه دین و آیینی درآمده) از امکان رستگار شدن برخوردار است.[۸]
- فتاحی به جنبه رحمانی، آسان‌گیری و محبت محور در اسلام معتقد است و بر اسلامی تأکید دارد که حقانیت سایر ادیان را نیز می‌پذیرد. او موافق اسلام سیاسی نیست. می‌گوید اسلام امروز باید صلح طلب باشد در حالیکه رفتارهای طالبان و بنیادگرایان مسلمان تنها چهره اشداء علی الکفار اسلام را برای دنیا به نمایش گذاشته‌است.[۹] بنا بر یکی از نظریات قرآنی او دربارهٔ آیه «بسم الله الرحمن الرحیم»، اسلام دین محبت است و مسلمانی که مهربان و بخشنده نیست مسلمانی واقعی را تجربه نکرده‌است.[۱۰][۱۱]
- در مقوله خداشناسی، او بیشترین تأکید را بر تسلیم الهی، حضور الهی و آشکاری عشق به خدا دارد و همواره مخاطبان خود را به حقیقت گرایی (بجای موهوم گرایی)، خداخواهی (بجای خودخواهی)، باطن گرایی (بجای ظاهرگرایی)، و زنده پرستی (در برابر مرده پرستی) دعوت می‌کند.[۱۲]
- او دربارهٔ نشانه‌های حقیقی حزب‌الله (و کسانی که خود را به این عنوان ملقب می‌کنند) معتقد است حزب‌الله به ریش نیست به ریشه‌است. کار حزب‌الله شفا بخشیدن به روح انسان‌ها و پیوند امتِ متفرق خدا و صلح دادن است. او می‌گوید:

«حزب‌اللهی حقیقی آن نیست که صبح و شب مشغول خرج کردن خداوند است و کارش ریختن آبرو و بی‌اعتبار ساختن نام خداست. حزب‌اللهی واقعی، آن کسی نیست که خالی از دانایی و معرفت است. او شعاری نمی‌دهد که از شعور آن تهیست. فریادی نمی‌زند که از عمل اش خالی است. او خشک و شکننده نیست. نرم و انعطاف‌پذیر است. به آنچه می‌گوید عمل می‌کند. باطن اش زیباتر از ظاهرش است. او عضوِ حزبِ الله‌ای است که بخشنده و مهربان است. پس به نام خداوند بخشنده و مهربان، می‌بخشد و محبت می‌کند و در میان مردم بخشنده ترین‌ها و مهربان‌ترین هاست. کار حزب‌الله آشکاری حضور خداوند است آن چنان‌که همگان را مجذوب و شیفته خداوند سازد و نه آنکه مردم را از خدا و اسم خدا و سایه خدا فراری دهد.. حزب‌الله، خدابین است و خودبین نیست. خود را نمی‌پرستد و به بهانه پرستش خداوند به تأمین نفسانیات و تمایلات خود نمی‌پردازد. او خداپرست است نه خودپرست… »
- او بعضی از احکام مذهبی مثل سنگسار، اعدام، ارث، حق سرپرستی و دیه زن را ناموافق با تمدن این عصر می‌داند. بنظر او زن‌ها هم باید از حق طلاق برخوردار باشند و دربارهٔ سرپرستی فرزندان حق زن‌ها را بیش از مردان می‌داند چرا که بار اصلی زحمات در نگهداری از فرزندان بر دوش آنان است.[۶]
- از نظر پیمان فتاحی (ایلیا میم) همه چیز از شعور ساخته شده و تغییر آن نیز به تغییر شعور بستگی دارد. از نظر او همین اصل هم بر سرنوشت بشر حاکم است.[۱۴]

در بخشی از معرفی نامه مندرج در وبسایت رسمی وی آمده‌است: او از اینکه در میان دوستداران خود به یک بت مبدل شود دائماً گریخته‌است و بعضی اوقات صرفاً به دلیل شکستن این بت ساخته شده در اذهان برخی از دوستداران، به اعمال ظاهراً شکننده‌ای دست زده‌است و می‌گوید: «تسلیم فردیت یک انسان بودن، تصویر دیگری از خودپرستی و شیطان‌پرستی است، این شکلی از کفر و بت‌پرستی است… اگر بخواهید از من بت بسازید پیش از شما برای شکستن این بت دست بکار می‌شوم. اگر مرا مطلق بینگارید اطلاق شما را باطل می‌سازم… »
من یک انسان معمولی هستم نه معجزه گر هستم نه فوق بشر و نه کمتر از انسان. نه قدیس هستم و نه حتی آنطور که می‌گویند مذهبی و باتقوی. نه روحانی ام، نه زاهد، نه مرجع و نه مراد… در این زمان ادعاهای وحدانیت، نبوت و امامت از جانب هر کسی باطل است… می‌گویند دعای من مستجاب است اما هر کسی که به واقع دعا کند دعایش مستجاب می‌شود، این قول مکرر خداست. دعا به ایمان مستجاب می‌شود… می‌گویند من هر کاری را می‌توانم انجام دهم ولی من تنها کاری را انجام می‌دهم که مجاز به انجام آنم… گاهی چیزهایی می‌گویند که من نگفته و نمی‌گویم. می‌گویند من همه چیز را می‌دانم اما واقعیت آن است که من تنها از چیزهایی باخبرم که باید… من تسلیم و خدمتگزار خدا هستم و این را هویت اصلی خودم می‌دانم. این تمام نیت و سعی من است….
برخی از دیدگاه‌ها و نظریات او در بیانیه‌های رسمی که از طرف دفتر ارتباطت مردمی او در سالهای ۱۳۷۶ تا ۱۳۷۹ منتشر شده آمده‌است.

## از نگاه مخالفان

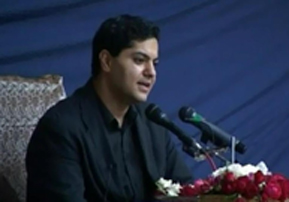

نام پیمان فتاحی (ایلیا م. رام‌الله) به صورت رسمی برای اولین بار در سال ۱۳۸۳ و در روزنامه کیهان و به عنوان یک شخص منحرف منتشر گردید. این نام حدود سه سال بعد و چند ماه قبل از دستگیری او توسط وزارت اطلاعات جمهوری اسلامی ایران و از طریق روزنامه‌های رسالت و سپس کیهان مجدداً به صورت رسمی منتشر شد.
از نظر برخی، او مدعی پیامبری و نبوت است و او را در سنخ نبوتی از جنبش‌های نو پدید دینی می‌دانند. برخی دیگر هم او را سرکرده فرقه‌ای فریبکار، مرتبط با شبکه‌های صهیونیزم بین‌الملل، نزدیکی با فراماسونری، هیپنوتیزور بسیار توانمند، جادوگر، دارای فساد شدید مالی، راسپوتین زمانه، مروج کابالائیسم و… می‌دانند.
وی در بهمن ماه سال ۱۳۸۶ از طریق سایت آریانیوز و صبح نیوز به حرکت در جهت فرادینی و خروج از قیودات مذهبی متهم می‌شود.
در آذر ماه ۱۳۸۷ سایت خبری رهاورد نور او را بر اساس لقبی که به آن شناخته شده (رام‌الله) به پلورالیزم متهم می‌کند و می‌نویسد: «حتی اسم او هم حکایت از پلورالیزم دارد»
همچنین روزنامه جمهوری اسلامی با درج مطلبی تحت عنوان «خدایی که فرزند سیزدهم است» ایلیا را فردی مدعی الوهیت دانسته‌است.
در سال ۸۵ برای رسیدگی به اتهامات متعدد مورد ادعای مخالفین ایلیا، شعبه ششم دادسرای کارکنان پرونده‌ای ویژه گشود و از طریق روزنامه کیهان از عموم کسانی که از او شکایتی دارند فراخوان عمومی گردید، اما به دلیل فقدان شاکی پرونده مذکور بدون نتیجه خاصی مختومه گردید.
در گزارشی دیگر، مخالفان او با اشاره به بخشی از زندگی‌نامه او، ریشه انحرافات مورد ادعای آنان در خصوص او را ناشی از شرایط دوران کودکی و مسائل خانوادگی او و البته استعداد و نبوغ ذاتی او می‌دانند: «وی به دلیل مشکلات عدیده خانوادگی، به ویژه جو روانی پر تلاطم و پر از درگیری خانواده، مجبور به ترک تحصیل و گوشه نشین و منزوی شد. وی از همان ابتدای جوانی به حرکات و اعمال راز آلود از جمله شعبده بازی و فنون تردستی علاقه‌مند بود و همچنین در گفتگوهای دو نفره یا چند نفره سعی می‌کرد سخنانی راز آلود و پیچیده به زبان بیاورد تا شنوندگان را دچار سر در گمی کند».
مخالفان ایلیا توانمندی و دانش او در حوزه‌های مخلف را رد نمی‌کنند اما بر خلاف هواداران او که آن را ناشی از برخورداری از شعور الهی می‌دانند، مخالفان آن را به مطالعات گسترده ایلیا در حوزه‌های مختلف مرتبط می‌دانند.
«وی بعدها به سمت مطالعه کتب و نوشتارهای مرتبط با علوم متافیزیک روز از جمله سایکو تکنولوژی‌ها، هاله بینی، رویابینی، ماها مدیتیشن، انرژی درمانی و دیگر علوم موسوم به علوم کیهانی رفت و با افراد معروف در این حوزه ملاقات کرد.» هر چند خود وی تسلطش روی علوم باطنی را نتیجه جمع‌بندی و برآیندگیری از مجموعه تحقیقاتش در علوم متافیزیک و فراروانشناسی و نیز مشاهدات و یافته‌های خود می‌داند
«وی با وجود نداشتن تحصیلات رسمی و کلاسیک، با مطالعات خود و بهره‌گیری از استعداد و توانمندی نسبی‌اش، خلاء شخصیتی خود را به خوبی پر کرد…»
همچنین در سلسله نشست‌های میز اندیشه که در دیماه ۱۳۸۸ (توسط سازمان تبلیغات اسلامی) برگزار شد، ضمن اذعان به پذیرش قدرت‌های باطنی ایلیا، این توانایی‌ها به سحر و جادو نسبت داده می‌شود. سایت پژوهه در این باره گزارش می‌کند: «فتاحی (ایلیا) تواناییهای خاصی دارد. اما این تواناییها تلفیقی از «سحر و جادو» و «علوم غریبه» است… رهبر این گروه، پیمان فتاحی به خوبی توانسته‌است از این نیروها بهره برده و پیرامون خود پیروان نسبتاً زیادی سازماندهی نماید.»
روزنامه کیهان در مقاله‌ای تعلیمات ایلیا را جزو تعلیمات نفی‌کننده شریعت می‌شمارد و در همان متن با ذکر نقل قولی از ایلیا که می‌گوید: «هر دینی را که پذیرفتید، می‌بایست به احکام آن عمل کنید و نمی‌توانید به دلخواه خود چیزی بر آن بیفزایید یا از آن بکاهید».
ماهنامه مهر نو ضمن فرقه نامیدن مجموعه ال یاسین آن را «یکی از جنجالی‌ترین و در عین حال پرطرفدارترین فرقه‌هایی که در ایران ظهور کرده» می‌خواند در حالیکه هفته‌نامه پنجره در شماره ۵۷ خود، تعلیمات رام‌الله را «وابسته به شبه عرفانهای مسیحی، یهودی و بودایی» می‌نامد.
این در حالی است که شخص پیمان فتاحی در بیانیه‌های رسمی دفتر روابط او عمومی خود موضوع فرقه بودن جمعیت تحت راهبرد خود را صریحاً رد کرده‌است:
من نه قدیس‌ام و نه عارف و روحانی…؛ قطب هیچ فرقه‌ای نیستم. نه فرقه‌ای را بنیاد گذاشته‌ام و نه با فرقه‌گرایی موافقم.
با اوج گرفتن تنش‌های سیاسی بعد از انتخابات ریاست جمهوری سال ۱۳۸۸، طی مقاله‌ای در روزنامه جوان عنوان شد که ایلیا رام‌الله و شاگردان وی در حمایت از برخی از جریان‌های سیاسی اقداماتی انجام داده‌اند: "گروه ایلیا رام الله تمام بروشورهای خود را به کاندیدایی اختصاص می‌دهد و می‌گویند به سبز رأی دهید. اینجا سیاسی می‌شود و معتقدند، زمینه ظهور فرادینی اینجاست. تحلیل این است که بهائیت به مباحثی مثل معماری توجه زیادی دارند. ماسونها هم که معمار هستند. ما اینجا فرهنگستانی به نام فرهنگستان هنر داریم که در بخش معماری قوی عمل می‌کند و سمینار جهانی سازی معماری در ایران برگزار می‌کند. چرا فرهنگستان دنبال این قضیه‌است؟ احساس می‌شود که یک ردپا پشت این موضوعهاست… ". این در حالی است که در زمان انتخابات ایلیا در زندان به سر می‌برد و عده‌ای از شاگردان او هم در مرقد بنیانگذار جمهوری اسلامی ایران روزها به اعتصاب غذا و تحصن دست زده بودند تا شاید حکومت یا رهبر جمهوری اسلامی صدای آنان را بشنود.
او خود به برخی اتهامات وارد بر خودش این گونه پاسخ گفته‌است: «سؤال: بعضی گمان کرده‌اند که شما دیوانه یا جادوگر هستید. چرا باید اینطور فکر کنند؟ جواب: اگر من برای درمان بیماری، دارویی را مصرف کنم که شما عکس آن را برای همان بیماری مصرف می‌کنید، آن‌گاه طبیعی است که شما مرا و من شما را دیوانه بپندارم؛ زیرا می‌بینید که من دارم عکس کار شما را انجام می‌دهم، بر عکس شما می‌اندیشم و حرکت می‌کنم… اما آنان که مرا ساحر و جادوگر می‌خوانند، می‌خواهند وجدان خود را خلاص و آسوده کنند. از این طریق می‌خواهند به خود تلقین کنند که هنوز حقند. آنان تعالیم مرا می‌شنوند و تحت تأثیر قرار می‌گیرند، دیگران را هم تحت این تأثیر می‌بینند. تغییر و تحولات را مشاهده می‌کنند. بیدار شدن‌ها و گریان شدن‌ها را، بنابراین با نیروی الهی مواجه می‌شوند، با تعالیم مقدس حق. اما با خود می‌اندیشند که اگر این تعالیم را بپذیرند، کاخ عظیمی را که در خودبینی خویش ساخته‌اند فرو می‌ریزد و حقانیت کاذب و ظاهریشان فاش می‌شود. می‌بینند اگر تعالیم روح خدا را بپذیرند، منافعشان به خطر می‌افتد (و…) امّا از آنجا که نمی‌توانند حقانیت تعالیم روح خدا را، قدرت دگرگون‌کنندهٔ کلام حق، و تجلّیات نیروی الهی را انکار کنند، بر آن برچسب می‌زنند. جادوگر، دیوانه، بدعت‌گذار و منحرفش می‌خوانند تا از عذاب وجدان خود بکاهند و به شکلی ساخته‌ها و بافته‌های منی خود را حفظ نمایند. آن‌ها نیروی الهی را می‌بینند، اما جهت آن بر خلاف امیال خودخواهانه‌شان است پس به شخص تعلیم دهنده و به فردیت او حمله‌ور می‌شوند…».
علی‌رغم تلاش‌های هواداران پیمان فتاحی برای پاسخگویی به ابهامات و اتهامات وارده در سال‌های گذشته، تهاجمات از جانب مخالفان ایلیا بصورتهای مختلفی من‌جمله انتشار مقاله و ویژه نامه‌های رایگان، ساخت برنامه‌ها و میزگردهای رادیو- تلویزیونی، و مجموعه‌های شبه - مستند و برگزاری همایش‌ها و نمایشگاه‌هایی از جانب سازمان تبلیغات اسلامی همچنان در جریان بوده‌است.
در سال ۱۳۹۰ نیز مجموعه صد و چند قسمتی با عنوان آرماگدون (پروژه اشباح) به تهیه‌کنندگی دفتر پژوهش‌های روزنامه کیهان ساخته و در شبکه خبر صدا و سیمای جمهوری اسلامی پخش شد که قسمت بیست و پنجم آن اختصاص به ایلیا رام‌الله و پائولو کوئیلو داشت.
بر اساس لقب «رام‌الله» برخی نیز همچنان پیمان فتاحی و تعالیم او را با عنوان «فرقه رام‌الله» می‌خوانند و می‌گویند جریانی است منتسب به شیخ کبیر و آیین رام‌الله که تلفیقی از هندوئیسم و اسلام بوده‌است. اما این تعریف در دایرةالمعارف‌های معتبر ادیان و فرقه‌های جهان وجود ندارد.
این در حالی است که ایلیا رام‌الله (پیمان فتاحی) در این باره تصریح کرده که « «رام‌الله نام من نیست. رام‌الله یک مفهوم است، رام‌الله یعنی کسی که رام و تسلیم خداوند است» و هر گونه انتساب تعالیم خود با فرقه مذکور را رد کرده‌است. همین افراد نیز ایلیا میم و سایر جریان‌های معنوی را در کنار شیطان‌پرستی قرار می‌دهند و آن‌ها را عرفان‌های وارداتی می‌دانند که قصد بردن جوانان ایرانی را دارند.
در واکنش به انتقادات نسبتاً زیاد پیرامون او، شامل فرقه سازی، ادعای نبوت، آوردن دین جدید، شخص پرستی و قطب گرایی، ارتباط با امام زمان (عج) و… از طرف جمعیت آل‌یاسین چند بیانیه بین سال‌های ۱۳۷۶ الی ۱۳۷۹ منتشر گردید که بیانگر موضع رسمی این جمعیت در قبال شایعات فوق بود.

## سخنرانی‌ها
اولین دوره سخنرانی‌های عمومی ایلیا میم در سن ۲۳ سالگی وی در تهران آغاز شد. بخشی از سخنرانی‌های متعدد فتاحی در طی سال‌های فعالیتش با محتوای انتقادی نسبت به کسانی بوده‌است که به نام اسلام مرتکب خشونت می‌شوند. وی در بعضی از این سخنرانی‌ها به توصیف بیشتر دیدگاه‌های غیرخشونت طلب خود دربارهٔ اسلام و مقوله دین پرداخته‌است.
در بهار سال ۱۳۸۴ و در حین یکی از جلسات سخنرانی ایلیا میم در استادیوم شهید شیرودی تهران، برای اولین بار تهاجم فیزیکی و آشکاری علیه وی انجام شد که طی آن مأموران لباس شخصی قصد دستگیری او را داشتند که این آخرین جلسه سخنرانی وی محسوب می‌شود.
گزیده از برخی از سخنرانی‌های پیمان فتاحی در وبسایت رسمی معرفی وی منتشر شده‌است.

## جمعیت ال یاسین (آل‌یاسین)
پس از اولین دستگیری پیمان فتاحی در هفتم خرداد ماه سال ۱۳۸۶، مجموعه موسسات و نهادهای غیردولتی که به‌طور مستقیم یا غیرمستقیم تحت راهبرد وی بودند، برای حمایت از او شکل یکپارچه به خود گرفته و با نام جمعیت آل‌یاسین اعلام موجودیت کردند.
جمعیت ال یاسین، ائتلافی از افراد، تشکل‌های غیردولتی و نشریات است که با هدف ارتقاء آگاهی عمومی در مورد موضوعات کاربردی و «روش‌های تفکر» در ایران مشغول به فعالیت بوده و در برگیرنده طیف وسیعی از دانشگاهیان تا افراد معمولی می‌باشد. طبق گزارش هافینگتون پست در سال ۲۰۰۹ میلادی (۱۳۸۸) این گروه در ایران نزدیک به پانزده سال مشغول طیف وسیعی از فعالیت‌ها بوده‌است؛ از کنفرانس‌ها و سخنرانی‌ها توسط پیمان فتاحی تا انتشار مجلات و کتب از طریق شبکه گسترده دفاتر انتشاراتی و سازمان‌های غیردولتی در سراسر ایران. جمعیت ال یاسین ۲۰۰٫۰۰۰ نفر عضو دارد.
از آغاز برخوردهای افراط گرایان مذهبی با پیمان فتاحی اکثر نشریات و سازمان‌های جمعیت ال یاسین با محدودیت فعالیت و تعطیلی مواجه شده و بعضی از گردانندگان آن‌ها به اتهام تبلیغ علیه نظام دستگیر و زندانی شده‌اند.

## دستگیری و زندان
روند علنی برخورد با پیمان فتاحی در تاریخ ۳۰ اردیبهشت ۱۳۸۵ در روزنامه رسالت و از طریق مقاله تیپولوژی ادیان جدید در ایران آغاز گردید سپس در تاریخ ۱۴ آذر ۱۳۸۵ و این بار از طریق روزنامه کیهان و در مقاله ای تحت عنوان آشنایی با یک فرقه فریبکار صورت گرفت. وی در ۷ خرداد ۱۳۸۶ توسط وزارت اطلاعات دستگیر شد.
پیمان فتاحی در تاریخ ۳۰ دی ۱۳۸۶ با قید وثیقه ۳۰۰ میلیون تومانی و با عوارضی چون خون‌ریزی از گوش و بینی و استفراغ خونی و ادرار خونی آزاد گردید.
مهمترین اتفاقات دوران پس از آزادی تا زمان دستگیری مجدد را می‌توان در موارد زیر خلاصه کرد:
1. دستگیری دو برادر پیمان فتاحی (کیوان و رامین) و مرگ یکی از آنها (رامین فتاحی). وی که در جریان مسائل مرتبط با برادرش دستگیر شده بود، پس از گذشت ۴۵ روز از دستگیری به علت نوعی بیماری کلیوی آزاد شد و پس از چند روز در بیرون زندان درگذشت.[۵۰] کیوان فتاحی نیز بعداً فیلمی از خود در بازخوانی اتفاقات درون زندان منتشرکرد.[۵۱]
2. انتشار ویژه نامه کژراهه، ضمیمه رایگان روزنامه جام جم، زمستان ۱۳۸۶. این ویژه نامه که در تیراژ ۳۰۰٫۰۰۰ جلد و به‌طور رایگان در سراسر ایران توزیع شد، و به بررسی جریانات معناگرای انحرافی پرداخته بود. نام ایلیا رام‌الله در روی جلد این ویژه نامه درج شده بود و مقاله‌ای نیز مرتبط با وی چاپ شده بود.[۵۲]
3. پخش برنامه زنده این شب‌ها در تلویزیون جمهوری اسلامی ایران، ماه رمضان سال ۱۳۸۷. این برنامه نیز دربارهٔ فرق انحرافی فعال در ایران می‌پرداخت. «هنر زندگی متعالی» تنها گروهی بود که مستقیماً از آن یاد شد.[۵۳]
4. ارسال نامه از طرف پیمان فتاحی به رهبر جمهوری اسلامی ایران (سید علی خامنه‌ای)، که به گفته طرفداران رام‌الله به احضار او به وزارت اطلاعات و ضرب و شتم او و نهایتاً بستری شدن او منجر گردید.[۵۴]

در دوره موقت بین دو دستگیری، عوامل وزارت اطلاعات او را در حدود ۳۰ بار برای بازجویی آوردند و ضمن ایجاد محدودیت‌های شدید برای فعالیت‌هایش، او را از مبادرت به هر نوع فعالیت اجتماعی و سخنرانی منع کرده و در خانه‌اش دوربین‌های نظارتی نصب کرده بودند.

## دومین دستگیری
پیمان فتاحی در تاریخ ۲۵ دی ۱۳۸۷ مجدداً توسط وزارت اطلاعات دستگیر و به بند ۲۰۹ زندان اوین منتقل گردید. هم‌زمان با دستگیری او پنج تن از شاگردانش نیز دستگیر و به همان زندان منتقل شدند.
پیمان فتاحی در طی دومین دستگیری اجازه ملاقات با وکیلش را نداشت. یکی از برادرانش (کیوان فتاحی) پس از ملاقاتی با او افشا کرد که وی وزن قابل توجهی از دست داده و سلامتی اش در وضعیت بحرانی قرار دارد.
همزمان با دستگیری مجدد او، نامه‌ای سرگشاده منسوب به «جمعی از آسیب دیدگان» خطاب به او منتشر شد. در این نامه یکی از هواداران سابق ایلیا او را متهم به انحرافات شدید و رفتارهای شیطانی کرده بود. در پاسخ، هواداران او نیز مقاله‌ای را منتشر کردند و با تحلیل متن نامه آن را به وزارت اطلاعات ایران و نه هوادار سابق نسبت دادند.
از سایر اتفاقات قابل توجه بعد از دستگیری مجدد ایلیا رام‌الله، می‌توان به موارد زیر اشاره کرد:
1. بازداشت همسر پیمان فتاحی (شباب حسامی) در اسفند ماه ۱۳۸۷ (مارس ۲۰۰۹) برای مدت کوتاه، به اتهام توهین به نظام و اظهارات کفر آمیز.[۶۳]
2. انتشار گزارش سازمان عفو بین‌الملل دربارهٔ محدودیت‌های اعمالی بر حرکت‌های معنوی و اقلیت‌های دینی در ایران. یک بخش از این گزارش به بررسی مسائل مرتبط با جمعیت آل‌یاسین پرداخته بود[۶۴]
3. انتشار گزارش سال ۲۰۰۸ حقوق بشر وزارت خارجه آمریکا در خصوص ایران. در این گزارش نیز به وقایع مربوط به دستگیری او و همچنین ضرب و شتم او در یکی از احضارها اشاره شده بود[۶۵]
4. اعتصاب غذای تعدادی از شاگردان پیمان فتاحی در مرقد آیت الله خمینی در آستانه انتخابات ریاست جمهوری سال ۱۳۸۸.[۶۶]
5. انتشار ویژه نامه سراب ضمیمه رایگان روزنامه جام جم در مرداد ۱۳۸۸ که در آن تعدادی از عکسهای خصوصی و مدارک شخصی پیمان فتاحی به انتشار عمومی رسیده بود. این کار بر خلاف قانون مطبوعات در حالی بود که هنوز دادگاهی برای وی برگزار نشده و رای مبنی بر محکومیت وی نیز صادر نشده بود.[۶۷]
6. انتشار فیلمی از برادر وی (کیوان فتاحی) در بازخوانی وقایع داخل زندان و زمان حبس وی در بند ۲۰۹ زندان اوین.[۵۱]
7. مطابق اظهارات تعدادی از هم‌بندی‌های وی، پیمان فتاحی در زمان زندان تحت شکنجه‌های شدید بوده به طوری مکرراً دچار خونریزی‌ها از گوش و بینی و استفراغ‌های خونی بوده‌است. همچنین این افراد با یادداشتهایی روی دیوارهای بند ۲۰۹ مبنی بر ۳۳ جلسه شکنجه فیزیکی پیمان فتاحی در زندان مواجه شده‌اند.[۶۸]

پیمان فتاحی در دوران دومین بازداشت پس از شش ماه تحمل حبس در زندان انفرادی، در تاریخ ۲۵ تیرماه سال ۱۳۸۸ مجدداً به قید وثیقه سنگین از زندان آزاد شد.

## سومین دستگیری
در تاریخ اول مرداد ۱۳۹۰ خبری مبنی بر سومین دستگیری پیمان فتاحی و جمعی از شاگردان او، در وبسایت رسمی معرفی وی منتشر شد.
روز بعد از انتشار این خبر، سخنگوی جمعیت ال یاسین در خارج از کشور به همراه تنی چند از اعضای مرکزی این جمعیت طی اطلاعیه دیگری صحت خبر را تأیید کردند اما با ذکر این نکته که مدت کوتاهی پس از آن همه بازداشت شدگان آزاد شده‌اند.
ساعتی پس از انتشار این اطلاعیه، سایت تابناک تازه خبر دستگیری پیمان فتاحی را منتشر کرد.
همین امر باعث شد که اطلاعیه انجمن متفکران و محققان یک بار دیگر در تاریخ ۱۲ مرداد ۱۳۹۰ توسط بعضی از وبسایت‌ها منتشر و در آن تأکید شد که فتاحی و شاگردانش آزاد شده‌اند و سایت تابناک قصد تحریف خبر را داشته‌است.

## چهارمین دستگیری
پیمان فتاحی برای چهارمین بار در تاریخ سوم آبان ۱۳۹۱ شمسی به همراه دو تن از همراهانش به نام‌های امیررضا الماسیان و مرتضی رسولیان که از اعضای انجمن متفکران و محققان معرفی شده‌اند در حالی دستگیر شد که قصد اجرای مراسم عید قربان را داشت.
متعاقب آن مشخص شد که وی به اتهام تبلیغ علیه نظام بازداشت و به بند ۲۰۹ زندان اوین منتقل شده‌است.

در خبرها آمده وی و همراهان دستگیر شده اش تا یک هفته پس از این بازداشت همچنان اجازه تماس تلفنی یا ملاقات با بستگان خود را نداشته‌اند. فتاحی که به عنوان دگر اندیش دینی از او یاد شده پرونده مفتوحی حاوی اتهامات اقدام علیه امنیت ملی و نیز تبلیغ علیه نظام در دادگاه انقلاب دارد.
در ۹ آبان ۱۳۹۱ پیروان وی در خارج از ایران و با معرفی خود به عنوان شاخه برون مرزی حرکت ال یاسین در واکنش به دستگیری مجدد او بیانیه‌ای صادر کرده و طی آن به مسئولان حکومت جمهوری اسلامی نسبت به عواقب این دستگیری و ادامه فشارها بر پیمان فتاحی هشدار دادند.
خبر آزادی وی و همراهانشان پس از حدود دو هفته طی سیزدهمین اطلاعیه شورای سخنگویی ال یاسین منتشر شد. در این اطلاعیه پس از اشاره به حدود ۴۰۰ روز زندان انفرادی وی در (طی پنج دوره) به موارد ذیل به عنوان اتهامات موجود در پرونده اشاره گردید:
1. اقدام علیه امنیت ملی از طریق راه‌اندازی جمعیت الاهیون (اِل یاسین)
2. تبلیغ علیه نظام (جمهوری اسلامی) از طریق برگزاری جلسات مخفی سخنرانی
3. تبلیغ پلورالیزم مذهبی و لیبرالیزم معنوی !! تبلیغ معنویت منهای شریعت و جدایی دین از سیاست!
4. ترویج علوم انحرافی سبک‌های تفکر و علوم ذهنی جدید در جامعه
5. تلاش برای تلفیق ادیان و ایجاد دین التقاطی پیوند ادیان و تمدن ها؛ تئوری دین جهانی
6. انتشار کتب آموزشی و تفسیری تبدیل یافته سخنرانی‌ها در سطح کشور (بدون مجوز وزارت ارشاد اسلامی)[۷۹][۸۰]

## پنجمین دستگیری
در تاریخ ۱۸ مرداد سال ۹۴ پایگاه مجموعه فعالان حقوق بشر در ایران (هرانا) خبری مبنی بر دستگیری مجدد پیمان فتاحی و دو تن از همرهان وی (مرتضی رسولیان و امیر رضا الماسیان) منتشر کرد. در این خبر به نقل از سخنگوی جمعیت ال یاسین در انگلستان آمده‌است «پیمان فتاحی صبح شنبه ۱۷ مرداد به صورت زنجیر شده و با دستبند و پا بند در محل ورودی دادگاه انقلاب استان البرز رویت شده‌است». وی «دستگیری این سه تن را همراه با یورش مسلحانه و تهدید مکرر ایشان به تیراندازی توصیف کرده‌است». به نقل از هرانا «سخنگوی جمعیت ال یاسین در انگلستان برخورد بازداشت‌کننده‌ها را خشن و همراه با حمله با اسلحه و رفتار خارج از عرف قانونی بازداشت کنندگان اعلام کرده‌است». در خبر دستگیری تصریح شده که بر اساس تأیید منابع هرانا این بازداشت نیز مانند دفعات پیشین توسط معاونت مذاهب وزارت اطلاعات انجام گرفته‌است.
مدت کوتاهی پس از انتشار خبر هرانا، سخنگوی جمعیت ال یاسین طی اطلاعیه‌ای خبر آزادی فتاحی و همراهان او را اعلام کرد. در اطلاعیه مذکور آمده‌است که دستگیرشدگان پس از مدت کوتاهی در بازداشتگاه موقت و طرح اتهامات تکراری و مشابه چهار دورهٔ دستگیری و انفرادی قبلی با رأی دادگاه انقلاب آزاد شدند. در این اطلاعیه به فیلمبرداری اجباری بازجویان از فتاحی و همراهان دستگیر شده وی (در طی ساعات بازداشت اولیه) اشاره شده‌است.
بنابر بر اظهارات شاگردان بازداشت شده پیمان فتاحی، بیشتر اتهامات تفهیم شده شبیه موارد قبلی از جمله آموزش‌ها و سخنرانی‌های غیر آشکار، ترویج اسلام و معنویت لیبرالی، اقدام علیه امنیت ملی، توهین به مقدسات، تبلیغ علیه نظام و اشاعهٔ اندیشه‌های غیر اسلامی بوده‌است.

## آثار
کتاب «جریان هدایت الهی» مجموعه سخنرانی‌های ایلیا میم در سن ۲۳ سالگی است که با تدوین یکی از شاگردان وی به نام پیما الهی چاپ شد.
کتاب دیگری از وی با عنوان ۳۶۰ دکترین و تئوری فراگیر (در دو جلد) در سال ۲۰۱۰ میلادی در کتابخانه کنگره ملی آمریکا به ثبت رسمی رسیده‌است.
در سوابق فعالیتی پیمان فتاحی آمده‌است که متون تعلیمی او به حجمی بیش از ۴۰۰۰ صفحه می‌رسد که در قالب ۴۰ عنوان کتاب گردآوری شده‌است. این کتاب‌ها تحت توقیف وزارت اطلاعات جمهوری اسلامی بوده و اجازه انتشار ندارند.
بخش وسیعی از تعالیم ایلیا میم (پیمان فتاحی) در زمینه تفکر و مدیریت، ازدواج، تغذیه، مفاهیم باطنی کلام خدا، نظریات باطنی، کلام خلاق و قضاوت نیز در کتب تنظیم شده توسط شاگردان وی منتشر شده‌است.
وی همچنین مشاوره و راهبرد تعدادی کتاب را بر عهده داشته‌است که از آن جمله می‌توان به کتابهای کلام خلاق، آیین قضاوت و روش‌های اظهار نظر، مردان خدا؛ مردان اضداد، ابَرانسان (پیامبر اعظم- دَم حامیم)، بسم ا… کلید جهانها، یک یکی (فرمول‌های ازدواج)، و صدای او (مجموعه ۴ جلدی احادیث قدسی)، اشاره کرد که با مجوز وزارت فرهنگ و ارشاد اسلامی به انتشار عمومی رسیده‌اند.

## منابع برای زندگی‌نامه

پیوست یکم کتاب تعالیم حق

پیوست سوم کتاب تعالیم حق